# Athyreus vavini
Athyreus vavini är en skalbaggsart som beskrevs av Antoine Boucomont 1902. Athyreus vavini ingår i släktet Athyreus och familjen Bolboceratidae. Inga underarter finns listade.